# Syndicat national des moniteurs du ski français
 (mars 2017).
Le Syndicat national des moniteurs du ski français (SNMSF) est un syndicat professionnel régi par la loi de 1884. Le syndicat a pour vocation de rassembler des moniteurs de ski et autres disciplines de glisse sur neige. Il fédère des écoles de ski sous la dénomination Écoles du Ski Français (ESF), principal regroupement d'écoles de ski en France et dans le monde.
Aujourd’hui, le SNMSF regroupe environ 220 écoles de ski dans tous les massifs français. 
Il rassemble environ 17 000 moniteurs esf, tous diplômés de l’École nationale de ski et d'alpinisme (ENSA) ou en cours d’obtention du diplôme moniteur – stagiaire.

## Missions

### Défense de la profession
Le Syndicat National des Moniteurs du Ski Français a pour but de défendre et de promouvoir les intérêts professionnels, collectifs et individuels de tous ses membres :
- promouvoir et développer la pratique du ski et des autres sports de glisse sur neige,
- développer l’entraide et la solidarité entre les moniteurs de ski,
- organiser le réseau esf,
- accompagner les moniteurs tout au long de leur carrière à l’esf,
- les représenter et défendre leurs intérêts individuels et collectifs auprès des différentes instances et auprès des pouvoirs publics français et européens.

Pour le public :
- il est garant d’une pédagogie spécifique (la méthode du ski français, développée depuis les années 1930)
- d’un enseignement pour tous les niveaux et de tests de qualité dans l'ensemble de stations de sports d'hiver françaises.

### Assurances professionnelles et assistance
Tout membre du Syndicat National des Moniteurs du Ski Français est assuré en responsabilité civile professionnelle pour toutes ces activités d’enseignement du ski et des autres sports de glisse sur neige. Il bénéficie également d’une assurance frais de recherche et secours et d'une assurance décès. 
Chaque adhérent bénéficie d’une assistance fiscale, juridique et comptable.